# Matthew Špiranović
Matthew Thomas Špiranović, född 27 juni 1988 i Geelong, är en australisk före detta fotbollsspelare.

## Karriär
I juli 2021 återvände Špiranović till Melbourne Victory, där han skrev på ett ettårskontrakt. I februari 2023 avslutade Špiranović sin fotbollskarriär.